# Sermoise
Sermoise é uma comuna francesa na região administrativa de Altos da França, no departamento de Aisne. Estende-se por uma área de 5,51 km². Em 2010 a comuna tinha 354 habitantes (densidade: 64,2 hab./km²).